# Tom Laidlaw
Thomas John „Tom“ Laidlaw (* 15. April 1958 in Brampton, Ontario) ist ein ehemaliger kanadischer Eishockeyspieler, der im Verlauf seiner aktiven Karriere zwischen 1976 und 1990 unter anderem 774 Spiele für die New York Rangers und Los Angeles Kings in der National Hockey League auf der Position des Verteidigers bestritten hat.

## Karriere
Laidlaw verbrachte seine Juniorenkarriere zwischen 1973 und 1976 zunächst in den unterklassigen Juniorenligen seiner Heimatprovinz Ontario bei den Bramalea Blues. Anschließend wechselte der Verteidiger aufgrund seines Studiums in die Vereinigten Staaten an die Northern Michigan University. Neben seinem vierjährigen Studium spielte der Kanadier parallel für das Universitätsteam in der Central Collegiate Hockey Association, einer Division im Spielbetrieb der National Collegiate Athletic Association. Dabei errang er zum Abschluss seiner Collegekarriere mit dem Team die Meisterschaft der CCHA und krönte damit seine vier Jahre im Team, das er stets als Mannschaftskapitän angeführt hatte. Zudem wurde er ins First All-Star Team der Division gewählt, was ihm bereits im Vorjahr gelungen war, und stand auch im All-Star-Team des nationalen Meisterschaftsturniers des gesamten NCAA-Spielbetriebs.
Zum Ende der Saison 1979/80 wurde Laidlaw in den Kader der New Haven Nighthawks aus der American Hockey League berufen, die als Farmteam der New York Rangers aus der National Hockey League fungierten. Die Rangers hatten den Abwehrspieler bereits im NHL Amateur Draft 1978 in der sechsten Runde an 93. Stelle ausgewählt und ihn daraufhin unter Vertrag genommen. Nach dem erfolgreichen Start im Profibereich stand Laidlaw mit Beginn der Spielzeit 1980/81 im NHL-Kader New Yorks und brillierte dort in den folgenden sieben Jahren als zuverlässiger Defensivakteur. Im März 1987 wurde er dann mit Bobby Carpenter zu den Los Angeles Kings transferiert, während Jeff Crossman, Marcel Dionne und ein Drittrunden-Wahlrecht im NHL Entry Draft 1989 zu den New York Rangers wechselten. In Los Angeles ließ Laidlaw drei weitere NHL-Jahre folgen, ehe er zu Beginn des Spieljahres 1990/91 zum Farmteam in die unterklassige International Hockey League zu den Phoenix Roadrunners abgegeben wurde. Dort beendete der 32-Jährige nach nur vier Einsätzen seine aktive Karriere noch vor dem Ende des Kalenderjahres 1990. In der Folge entschied sich Laidlaw als Spielerberater tätig zu werden.

## Erfolge und Auszeichnungen
- 1979 CCHA First All-Star Team
- 1980 CCHA-Meisterschaft mit der Northern Michigan University
- 1980 CCHA First All-Star Team
- 1980 NCAA Championship All-Tournament Team

## Karrierestatistik
(Legende zur Spielerstatistik: Sp oder GP = absolvierte Spiele; T oder G = erzielte Tore; V oder A = erzielte Assists; Pkt oder Pts = erzielte Scorerpunkte; SM oder PIM = erhaltene Strafminuten; +/− = Plus/Minus-Bilanz; PP = erzielte Überzahltore; SH = erzielte Unterzahltore; GW = erzielte Siegtore; 1 Play-downs/Relegation; Kursiv: Statistik nicht vollständig)